# Dilmer Gutiérrez
Dilmer Gutiérrez Castillo (La Ceiba, Atlántida, Honduras, 24 de mayo de 1986) es un futbolista hondureño. Juega como defensa y su equipo actual es el Real Sociedad de la Liga Nacional de Honduras.

## Trayectoria
Dilmer Gutiérrez se formó en las academias formativas del Victoria. A los 17 años fue cedido en calidad de préstamo al Social Sol —equipo que militaba en la Liga de Ascenso— en busca de mayores oportunidades de juego. Para el Torneo Apertura 2004, pasó a jugar con el Atlético Gualala y posteriormente en otros clubes del ascenso como Olimpia Occidental, Atlético Independiente y Municipal Paceño.
Estuvo dos años y medio con el Atlético Esperanzano. En 2009 llega al Real Sociedad de Tocoa, en donde consiguió el ascenso a la Liga Nacional de Honduras a mediados de 2012. De la mano del técnico colombiano Jairo Ríos, disputó su primera final en el Torneo Clausura 2013 ante Olimpia. Ese mismo año, pero bajo dirección técnica de Héctor Castellón, volvió a disputar otra final, esta vez contra Real España durante el Apertura 2013.
Luego de varias temporadas con el equipo norteño, el 27 de mayo de 2015 fichó por Honduras Progreso.

## Selección nacional
Ha sido internacional con la Selección de fútbol de Honduras. Jorge Luis Pinto lo convocó por primera vez para un partido amistoso contra la Selección de Nicaragua el 27 de enero de 2016

## Clubes
| Club                   | País     | Año             |
| ---------------------- | -------- | --------------- |
| Victoria               | Honduras | 2002 - 2003     |
| Social Sol             | Honduras | 2004            |
| Atlético Gualala       | Honduras | 2004            |
| Olimpia Occidental     | Honduras | 2005            |
| Atlético Independiente | Honduras | 2005            |
| Municipal Paceño       | Honduras | 2006            |
| Atlético Esperanzano   | Honduras | 2006 - 2008     |
| Real Sociedad          | Honduras | 2009 - 2015     |
| Honduras Progreso      | Honduras | 2015 - 2017     |
| Real Sociedad          | Honduras | 2017 - 2018     |
| Lobos UPNFM            | Honduras | 2018            |
| Verdes                 | Belice   | 2019            |
| Real Sociedad          | Honduras | 2019 - Presente |

## Palmarés

### Campeonatos nacionales
| Título                      | Club              | País     | Año  |
| --------------------------- | ----------------- | -------- | ---- |
| Clausura del Ascenso        | Real Sociedad     | Honduras | 2012 |
| Liga de Ascenso de Honduras | Real Sociedad     | Honduras | 2012 |
| Torneo Apertura             | Honduras Progreso | Honduras | 2015 |